# Villányi-hegység
Villányi-hegység är en bergskedja i Ungern.   Den ligger i provinsen Baranya, i den sydvästra delen av landet, 190 km söder om huvudstaden Budapest.
Villányi-hegység sträcker sig 17,9 km i öst-västlig riktning. Den högsta toppen är Szársomlyó, 442 meter över havet.
Topografiskt ingår följande toppar i Villányi-hegység:
- Fekete-hegy
- Kerek-hegy
- Köves Tető
- Nagy-Cser
- Szársomlyó
- Tenkes
- Város-hegy